# Věra Čáslavská
Věra Čáslavská (pronunciación en idioma checo: [ˈvjɛra ˈtʃaːslafskaː] o aproximadamente viera cháslafska; 3 de mayo de 1942-31 de agosto de 2016), fue una gimnasta checa nativa de Praga, ganadora de varias medallas olímpicas y mundiales, representando a la antigua Checoslovaquia. Conocida como la reina de los juegos olímpicos de México 1968, es la gimnasta checa que más medallas ha ganado.
Ostenta el récord de títulos individuales olímpicos. También es la única gimnasta del mundo que ha ganado el oro en todas las pruebas individuales: all around o prueba general, barra de equilibrio, salto de potro, barras asimétricas y suelo. La hazaña de ganar en todas las pruebas no se ha logrado aún en la rama masculina. Posee el récord de ganar la medalla de oro en prueba general en dos juegos olímpicos consecutivos (Tokio 1964 y México 1968), récord que comparte con la soviética Larissa Latynina. En ese mismo lapso (1964-1968) permaneció imbatido su título de prueba general en todas las competencias internacionales importantes: campeonatos mundiales, europeos y olímpicos. Esta racha de triunfos de prueba general individual de una olimpiada a otra es una marca aún no superada ni siquiera igualada.
Fuera de los deportes fue conocida por su apoyo a la democratización de Checoslovaquia. La situación de Čáslavská cambió a su favor durante los años 80 del siglo XX mediante la intervención del Comité Olímpico Internacional (COI). En los años 90 ocupó cargos públicos relacionados con el deporte y recibió varios reconocimientos por su labor al deporte.

## Carrera deportiva
Ella empezó en el mundo de los deportes con el patinaje artístico sobre hielo en 1952, aunque también practicó el ballet clásico; pero el destino le tenía otro rumbo. Como gimnasta debutó internacionalmente en el campeonato mundial de Moscú 1958, ganando medalla de plata por equipo. Su primera participación olímpica fue en los juegos de Roma 1960 y también ganó medalla de plata por equipo.
Čáslavská alcanzó la cima en los juegos olímpicos de Tokio 1964, cuando ganó el título de concurso general y obteniendo medallas de oro en las pruebas de barra de equilibrio y salto de potro, además de una medalla de plata por equipo. En el campeonato mundial de Praga 1966, ganó medalla de oro por equipo, rompiendo así con la hegemonía soviética acostumbrada a ganar ese título por esa época.
Pero su verdadera consagración fue en los olímpicos de México 1968, al ganar medallas en todas las seis pruebas. Defendió exitosamente su título de prueba general. También ganó medallas de oro en las pruebas de suelo, barras asimétricas y salto de potro. Ganó una de plata en barra de equilibrio. Por equipo además obtuvo una presea plateada.
Čáslavská se echó a la bolsa al público mexicano cuando incluyó música mexicana en su rutina de suelo con temas tales como el Jarabe Tapatío y Allá en el rancho grande.  Por sus triunfos y su simpatía con el público mexicano, fue nombrada reina o heroína de los juegos olímpicos de 1968.

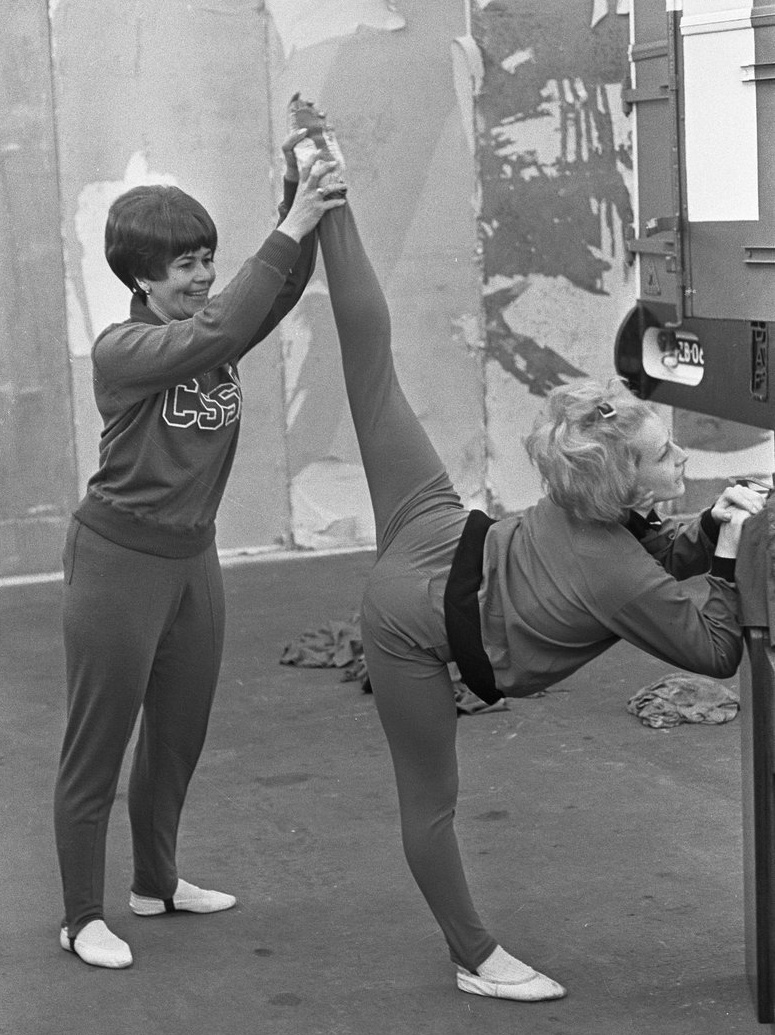
Čáslavská y su entrenadora en los Campeonatos Europeos de 1967

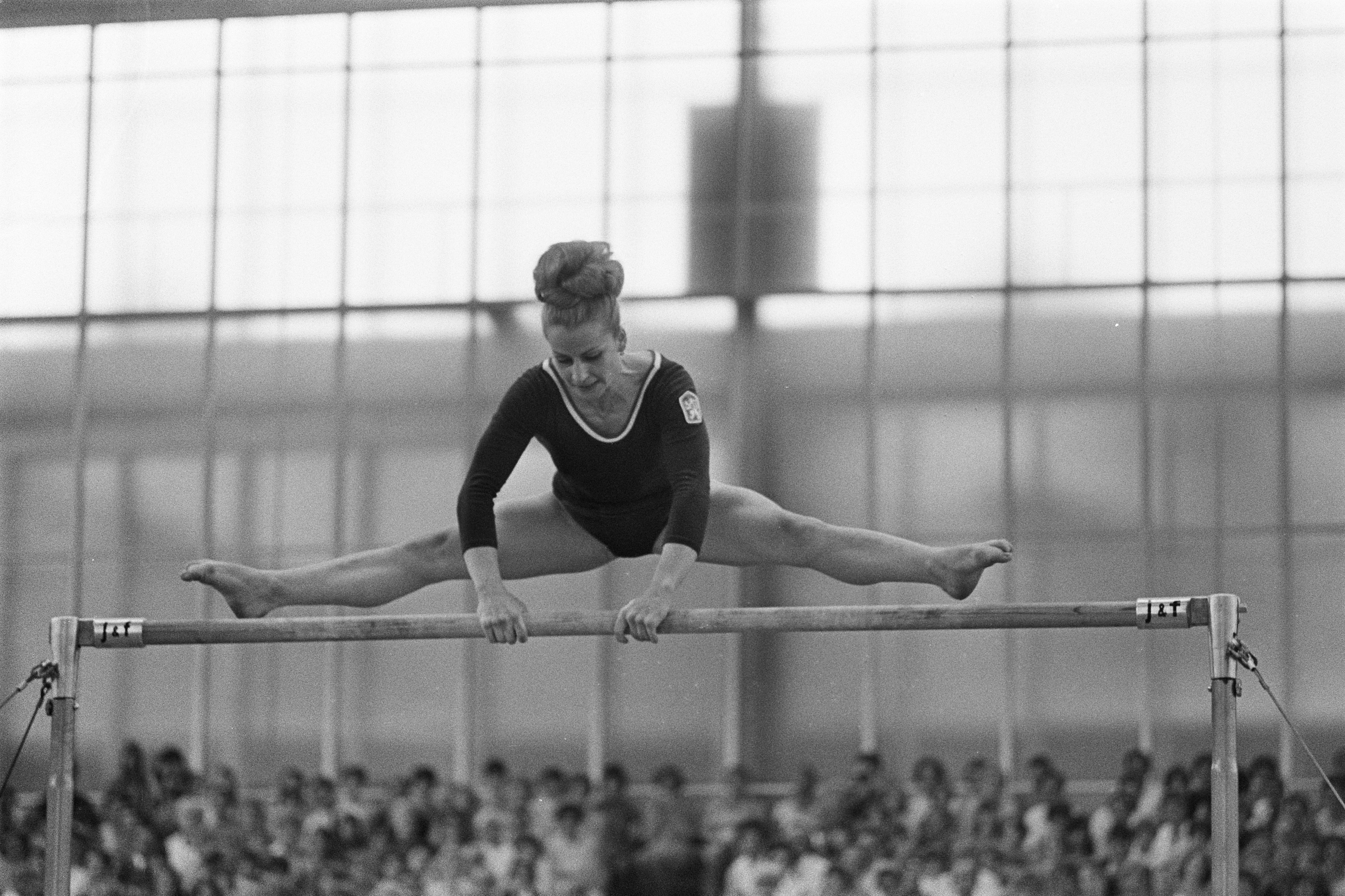
Čáslavská en 1967

## Activismo político
Firmó el manifiesto de protesta “Dos mil palabras” promulgado por el escritor y periodista Ludvík Vaculík. Para evitar ser arrestada por estas acciones, se refugió en las montañas al norte de Checoslovaquia (al este de la República Checa), específicamente en el pueblo de Šumperk, lugar donde entrenó rumbo a los olímpicos de México que estaban ya muy próximos. Mientras que Čáslavská sufría las penurias de "entrenarse" en un pueblito rústico sin el equipo adecuado, usando las ramas de los árboles como si fueran barras de gimnasia, sus acérrimas rivales de siempre: las soviéticas, ya se encontraban en México entrenando para adaptarse con tiempo al clima y altura de la capital mexicana. Solo por ese momento ya le llevaban gran ventaja las gimnastas de la URSS a Čáslavská. "Me colgaba de los árboles y saltaba sobre los prados frente a la cabaña" declaró Čáslavská. Finalmente a duras penas, Čáslavská consiguió el permiso oficial para viajar a México.
Ella ganó claramente en la rutina de suelo, pero al final de forma sorpresiva y sospechosa, los jueces reconsideraron las puntuaciones y decretaron un empate en el primer lugar entre Čáslavská y la soviética Larissa Petrik. Pero esto no era todo. En la prueba de barra de equilibrio, otra polémica decisión arbitral le concedió la presea de oro a la soviética Natalia Kuchinskaya y a Čáslavská no le quedó otra más que conformarse con la de plata. Como consecuencia de lo anterior ella protestó silenciosamente contra el favoritismo de la URSS: mientras se entonaba el himno soviético, ella inclinaba su cabeza con su mirada hacia abajo y con el rostro hacia otro lado en dirección opuesta a las competidoras de la URSS.
Todo lo anterior fue aplaudido por sus compatriotas no así por las autoridades checoslovacas ni por su federación. El gobierno la consideró persona no grata y se le prohibió participar en cualquier evento deportivo dentro y fuera de su propio país. Sin embargo, de algún modo ella se las ingenió para trabajar clandestinamente, como fue en el caso del Club Sparta de Praga que la contrató para entrenar a sus gimnastas adolescentes, pero a escondidas. Por obvias razones ella no acompañaba al club, cuando este salía de gira.
Además, el gobierno prohibió la publicación de su autobiografía ya que en algunas de sus páginas criticaba la forma cómo el régimen checoslovaco trataba a sus deportistas. Finalmente en Japón se publicó dicha obra, pero a petición del gobierno checoslovaco, fueron censuradas las partes donde se criticaba a dicho gobierno.
El gobierno quiso darle una oportunidad de dirimir las diferencias si ella se retractaba de haber firmado aquel manifiesto "Dos mil palabras", pero ella se negó a hacerlo siguiendo firme y valientemente en sus convicciones aun a sabiendas de las posibles y funestas consecuencias.
Sin embargo, la suerte de Čáslavská mejoró un poco en los setenta cuando el gobierno mexicano solicitó a Checoslovaquia que le permitiera entrenar a gimnastas mexicanos en suelo azteca. Se le concedió el permiso siempre y cuando México mantuviera sus exportaciones de petróleo a Checoslovaquia. Čáslavská afirmaría sonriendo: “no quiero decir que fui intercambiada por petróleo”.
Este fue su primer trabajo formal y avalado por el gobierno checoslovaco después de las restricciones sufridas. Čáslavská estuvo en México de 1979 a 1981 junto con su esposo Josef Odložil y pudieron haberse quedado más tiempo si no fuera porque México cesó sus exportaciones petroleras a Checoslovaquia.
A finales de los 1980s, el COI presionó exitosamente para que pudiera trabajar nuevamente dentro y fuera de su país ya sea como juez o entrenadora.

## Carrera directiva
Con la caída del comunismo en 1989, Čáslavská ocupó algunos cargos importantes, llegó a ser consejera del presidente Václav Havel en asuntos del deporte, educación, salud y de trabajos sociales. Fue Presidenta Honoraria de la Asociación Checo-Japonesa. Más tarde ocuparía el puesto de presidenta del Comité Olímpico Checo. En 1995 fue designada como miembro del COI.

## Honores
Por su contribución al deporte, Čáslavská obtuvo algunas distinciones. En 1989 el COI la condecoró con la Orden Olímpica, una distinción que se le otorga a los que han contribuido al movimiento olímpico de forma notoria. Obtuvo el Trofeo Juego Limpio Pierre de Coubertin otorgado por la UNESCO. En 1995 recibió la Medalla al Mérito por parte de la República Checa. Entró al salón de la fama de mujeres del deporte internacional en 1991.
En 1998 ingresó al salón de la fama de gimnastas internacionales.

## Vida personal
Antes de participar en los juegos olímpicos de México 1968, Čáslavská mantuvo un noviazgo con el corredor de 1500 m Josef Odložil, quien en los juegos de Tokio 1964 había ganado medalla de plata. Ambos se hicieron una promesa con dos condiciones: si ella retenía su título general individual y él llegaba a las finales de los 1500 metros, se casarían en México. Ambas condiciones se cumplieron. Las autoridades mexicanas les brindaron su apoyo y les recomendaron que contrajeran nupcias en la Catedral Metropolitana de la Ciudad de México. Y así lo hicieron ante una catedral abarrotada de miles de asistentes y curiosos y al compás del mariachi. El acto fue todo un acontecimiento en México y por ello se le adjudicó a Čáslavská el mote de "La novia de México".
La pareja procreó un varón y una niña: Martin y Radka.
Casi diez años después de los juegos olímpicos de México 68, cuando Čáslavská regresó a México para entrenar gimnastas mexicanos, y aunque habían pasado varios años desde aquellos juegos olímpicos, aún mantenía su popularidad y simpatía con el público mexicano, a tal grado que tenía un programa en la televisión mexicana que se llamaba Haga gimnasia con Vera. Mientras tanto, su relación matrimonial con Odložil estaba ya deteriorada, y por ironías del destino, ya que estaban ahí en México, decidieron divorciarse allí, en el mismo país donde años atrás se habían casado.
En 1987 se divorciaron otra vez, pero esta ocasión bajo las leyes checoslovacas.
Odložil se casaría con otra mujer, en cambio Čáslavská no se volvió a casar y prefirió dedicarse a sus dos hijos. Sin embargo Odložil y Čáslavská aún mantuvieron una cierta amistad debido a los hijos.

## Fallecimiento
En 1993 la tragedia ensombreció la vida de Čáslavská cuando su hijo Martin y su padre Josef Odložil tuvieron un altercado en una discoteca cuando este regañaba a Martin a causa de sus malas calificaciones escolares. Presuntamente el padre quiso pegarle al hijo y este lo empujó de tal forma que Josef cayó y se golpeó en la cabeza provocando su muerte después de varios días de estar en coma. Martin fue sentenciado a cuatro años en prisión, pero el presidente Václav Havel, le otorgó el perdón. Pese a las protestas de las hermanas de Josef Odložil: Miloslava Sevcikova y Marie Jakubikova y de su viuda Eva, la decisión de Havel fue inapelable, ya que la constitución checa le otorgaba esa facultad. Además, en 1992, Havel había aplicado el perdón a 77 presos. 
Todos estos acontecimientos familiares mermaron la salud de Čáslavská al grado de que tuvo que ingresar a un centro psiquiátrico y desde el 2008 se mantuvo alejada de la vida pública. El 31 de agosto de 2016 se anunció su fallecimiento debido a un cáncer en la glándula salival.